# Реслманія XXVIII
«Реслманія 28»(англ. «Wrestlemania XXVIII») — двадцять восьме щорічне pay-per-view від WWE. Реслманія пройшла 1 квітня 2012 року, в «Сан Лайф Стедіум», Маямі, Флорида.

## Матчі
| №                                | Матч | Тип матча | Час   |
| -------------------------------- | --- | --- | ----- |
| Пре-шоу                          | Прімо і Епіко (з Розою Мендес)(с) перемогли Тайсона Кіда і [[Джастін Гебріел \| Джастіна Гебріела та Братів Усо | Командний поєдинок «Потрійна Загроза» за титул Командних Чемпіонів WWE]]                                                      | 05:11 |
| 1                                | Шеймус переміг Денієла Браяна(с) (з Ей Джей) | Одиночний поєдинок за титул Чемпіона Світу у важкій вазі                                                                      | 00:18 |
| 2                                | Кейн переміг Ренді Ортона | Одиночний матч | 10:56 |
| 3                                | Біг Шоу переміг Коді Роудса (с) | Одиночний поєдинок за титул Інтерконтинентального чемпіона WWE                                                                | 05:18 |
| 4                                | Марія Менунос і Келлі Келлі перемогли Ів Торрес і Бет Фенікс | Командний поєдинок Дів | 06:49 |
| 5                                | Андертейкер переміг Тріпл Ейча | Одиночний поєдинок за правилами Hell In A Cell зі спеціальним суддею Шоном Майклзом                                           | 30:52 |
| 6                                | Команда Джона Лаурінайтіса (Девід Отонга (капітан), Марк Генрі, Дрю Макінтайр, Дольф Зіглер, Джек Сваггер & Міз) (з Брі Белою і Вікі Герреро) перемогла Команду Теодора Лонга (Сантіно Марелла (капітан), Ар-Труса, Кофі Кінгстон, Великий Калі, Зак Райдер & Букер Ті) (з Ніккі Белою, Ів Торрес і Горнсвоґлом) | Командний поєдинок шість на шість. Менеджер команди-переможця стане генеральним менеджером Raw і SmackDown                    | 10:38 |
| 7                                | СМ Панк (с) переміг Кріса Джеріко | Одиночний поєдинок за титул чемпіона WWE. Якщо СМ Панк програє матч дискваліфікацією або відліком, то Джеріко стає чемпіоном. | 22:21 |
| 8                                | Рок переміг Джона Сіну | Одиночний матч | 33:34 |
| (c) — чемпіон на момент поєдинку | | |       |